# Мужская сборная Норвегии по софтболу
Мужская национальная сборная Норвегии по софтболу — представляет Норвегию на международных софтбольных соревнованиях. Управляющей организацией выступает Ассоциация софтбола и бейсбола Норвегии (норв. Norges Softball og Baseball Forbund).

## Результаты выступлений

### Чемпионаты Европы
| Год        | Победы         | Поражения      | Место          |
| ---------- | -------------- | -------------- | -------------- |
| 1993       | не участвовали | не участвовали | не участвовали |
| 1995       |                |                | 7              |
| 1997       |                |                | 5              |
| 1999—н. в. | не участвовали | не участвовали | не участвовали |